# 離山 (長野県)
離山（はなれやま）は、長野県北佐久郡軽井沢町のほぼ中央に位置する山である。比高は200ｍほど。

## 概要
離山は溶岩ドームで浅間火山の側火山である。2万2050年前にこの溶岩ドームの上昇にともなって雲場熱雲（火砕流）が発生し、南軽井沢一帯を焼き払った。山体は方向によっては円錐台形をしており、また頂部が比較的に平らであるため、外国人避暑客からは「テーブルマウンテン」の愛称も持つ。山麓は別荘地として開発されている。
登山口までは、軽井沢駅・中軽井沢駅から車で10分、または西武観光バス東部小学校前下車、徒歩25分。登山口から山頂までは高低差200mほどで、ゆるやかな登山道を徒歩1時間ほどで登ることができる。山頂には、望遠鏡などを備えた展望台が整備されている。
「山好き」として知られる天皇の徳仁が、5歳のときに父・明仁に手を引かれて生まれて初めて登った山である。

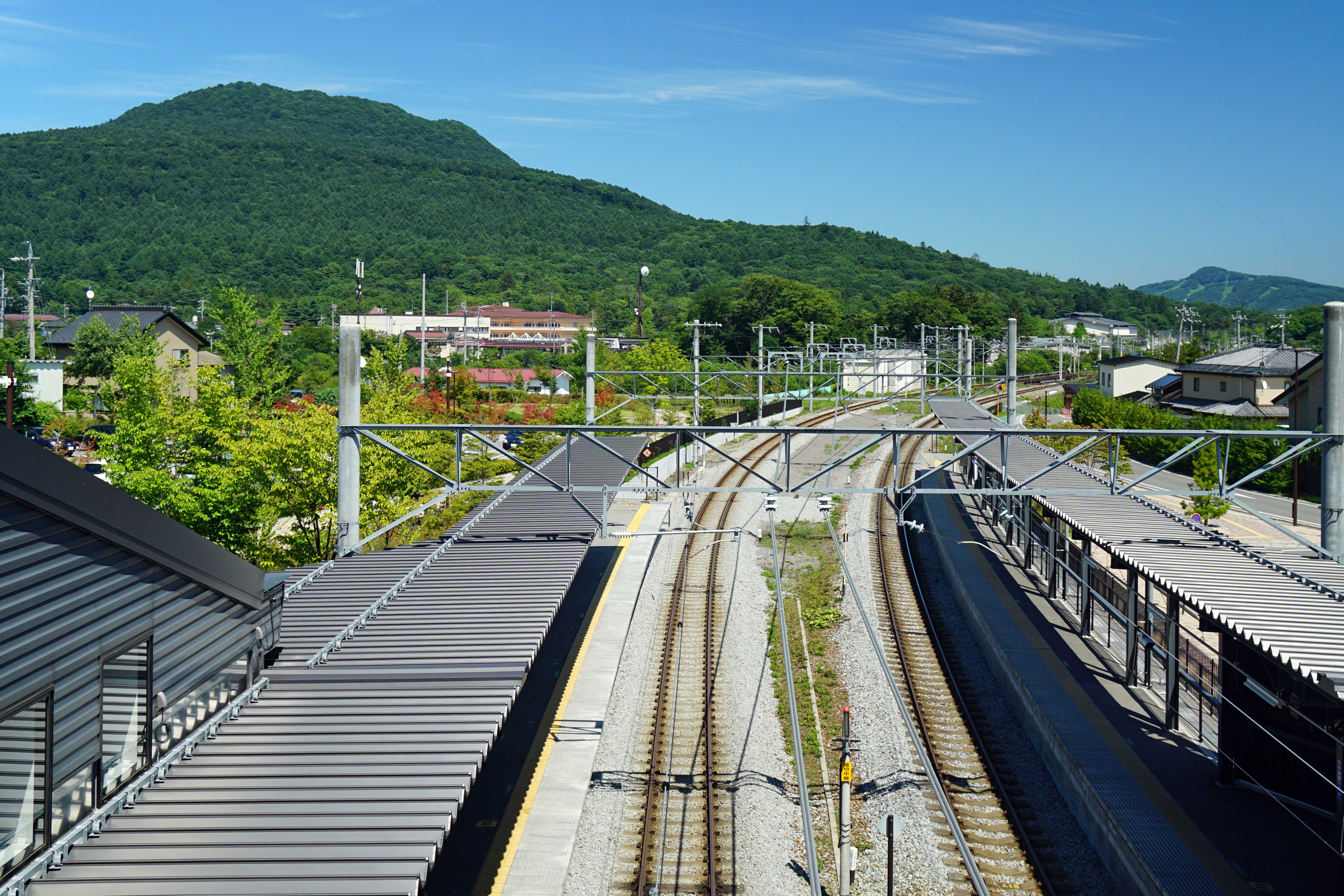
離山（左）と中軽井沢駅

## 周辺
- 雲場池